# マイクロソフト・イグナイト
マイクロソフト・イグナイト（英語: Microsoft Ignite）は、開発者、IT プロフェッショナル、パートナーを対象とした年次カンファレンスであり、Microsoft が主催し、世界中の複数の場所で開催される。当時、TechEdとして知られていた最初の会議は、1993年に米国フロリダ州オーランドで開催された。バルセロナで開催された2014 TechEdは、その名前を使用した最後のイベント。マイクロソフトは会議のスケジュールを変更し、2015年からマイクロソフト・イグナイトの名称を導入した。
会議は通常3〜5日間続き、プレゼンテーションとホワイトボードセッションおよびハンズオンラボで構成される。マイクロソフトの専門家、MVPとコミュニティメンバーに会う機会を提供する。ネットワーキングは、パーティー、コミュニティエリア、および「専門家に尋ねる」セッションを通じて強化される。このイベントには、ベンダーが技術を披露したり製品を販売したりできる展示エリアも含まれている。参加者が最も有益なセッションを選択できる膨大なコンテンツカタログがあり、議事は、会議が始まる前にオンラインで公開される。

## アフリカ
以前は、TechEd南アフリカとして知られていたが、2007年にTechEdアフリカに変更された。2007年は、 サンシティで開催された最後の年でもあり、その後、サンシティでは収容できなくなった聴衆の数が増えたため、ダーバン国際会議センター（ICC）に移された。

## オーストラリア
TechEd オーストラリアは、アジア太平洋地域で最大のTechEd。

## ヨーロッパ
マイクロソフト・イグナイトは、アムステルダムなどの都市で毎年開催されるイベント。

## インド
マイクロソフト TechEd インドは、イベントが開催されなかった唯一の年であった2008年を除いて、2003年から毎年恒例となっている。

## イスラエル
イスラエルでのTechEd会議がエイラートで開催された。最初のTechEd会議は2001年に開催され、1,000人以上が参加している。2010年までにさらに6回の会議が開催された。

## ラテンアメリカ
ラテンアメリカのTechEdは、常にブラジルのサンパウロで開催されてきた。しかし、2001年にメキシコでも同様に開催されている。

## 中東
2010年に最初に開始され、ドバイで主催された。

## ニュージーランド
TechEd ニュージーランドは、ニュージーランド最大のIT会議であり、オークランドで毎年開催されている。

## 北アメリカ
北アメリカのイベントでは毎年新しい場所に変更されている。

## TechEd オンライン
TechEd オンラインは、対面式のイベントをオンラインで補足するもので、イベントで記録されたビデオインタビュー、セッションと基調講演のビデオ、ブログ、講演者のブログの集約が含まれていた。このコンテンツの多くは、マイクロソフトのチャンネル9で見つけることができる。
TechEd 北アメリカの場合、ビデオ録画、セッションスライドデッキ、および補足コンテンツは、myTechEdにある。

## myTechEd
マイクロソフト myTechEdは、会議の参加者が技術的なディスカッションに参加したり、過去1年間のセッションの記録にアクセス、ディレクトリを介して講演者や他の参加者とつながることができるオンラインコミュニティおよびソーシャルネットワーキングツールである。myTechEdは、直接の参加者と年次会議に参加できない仮想の参加者の両方が利用できる無料のリソースである。